# Shadow Warrior 3
Shadow Warrior 3 é um jogo eletrônico de tiro em primeira pessoa lançada em 2022, desenvolvido pela Flying Wild Hog e publicado pela Devolver Digital. É a sequência de Shadow Warrior 2 (2016), o jogo foi lançado para PlayStation 4, Xbox One e Windows em 1º de março de 2022. Mais tarde, foi lançado para PlayStation 5 e Xbox Series X/S em 16 de fevereiro de 2023. O jogo foi bem recebido e recebeu críticas mistas dos críticos.

## Jogabilidade
Assim como seus antecessores, o jogo é um jogo de tiro em primeira pessoa para um jogador, e o jogador assume o controle de Lo Wang, o protagonista da série. No jogo, Lo Wang tem acesso a um grande arsenal de armas de fogo que podem ser usadas para derrotar inimigos. Além disso, ele também empunha uma katana, que é limitada ao combate corpo a corpo. A curta distância, os jogadores podem executar inimigos feridos. Eles também podem usar o ambiente a seu favor. Conforme o jogador avança no jogo, ele recebe novas armas e dispositivos que os auxiliam no combate, todos os quais devem ser desbloqueados e disponibilizados quando o jogador atingir o ponto médio da campanha. O jogo apresenta níveis mais lineares e um sistema de atualização mais simplificado quando comparado com Shadow Warrior 2, embora tenha introduzido novas opções de movimento para Lo Wang, como dar a ele a opção de correr na parede, pular duas vezes, correr no ar e utilizar um gancho para atravessar rapidamente entre plataformas e superfícies verticais.

## História
Algum tempo depois que Lo Wang libertou um dragão antigo por acidente, a civilização global foi quase exterminada devido à presença do dragão e dos seres demoníacos que invadiram o mundo. O próprio Wang se tornou um recluso, chafurdando na depressão devido ao seu fracasso em derrotar o dragão. O antigo inimigo de Wang, Orochi Zilla, o convence a continuar lutando. Os dois procuram Motoko, uma bruxa que sabe de uma maneira de derrotar o dragão usando a energia residual na máscara de Hoji. Em meio ao ritual de Motoko, Hoji é revivido, levando Wang a interromper o ritual para salvar seu amigo. Hoji primeiro pede a Wang para ajudar a restaurar seu corpo físico, então o guia em direção a uma engenhoca chamada "canhão Chi", que supostamente tem poder suficiente para destruir o dragão. Sem o conhecimento de Wang, Hoji pretende usar o canhão para drenar o poder do dragão e torná-lo seu, a fim de se tornar um Deus todo-poderoso. No entanto, Hoji faz um erro de cálculo, e o dragão engole o canhão.
Depois de confrontar Hoji sobre sua traição, os dois concordam em trabalhar com Zilla e Motoko para derrotar o dragão. Wang envia o familiar de Motoko, um tanuki, em direção ao dragão, com a intenção de usá-lo como uma isca explosiva, mas ele não consegue matar o dragão. Não vendo outras opções, Wang decide pular na boca do dragão, onde ele ativa o canhão Chi de Hoji por dentro. Wang mata o dragão com sucesso com o canhão e consegue escapar da morte com a ajuda de Hoji e Zilla. Mais tarde, eles celebram sua vitória durante uma refeição com Motoko e o fantasma do tanuki.

## Desenvolvimento
Shadow Warrior 3 foi desenvolvido pelo estúdio polonês Flying Wild Hog. O designer de jogos Paweł Kowalewski descreveu o jogo como a versão "atualizada" do reboot de 2013, acrescentando que o jogo é "exagerado" e que fará os jogadores "se sentirem dominados". As novas opções de movimento foram adicionadas porque a equipe "queria que os jogadores pudessem se mover livremente como um ninja de seus animes favoritos". Isso também permitiu que a equipe criasse arenas de combate com design mais vertical. Muitos sistemas em Shadow Warrior 2, incluindo estatísticas de armas, mapas gerados por procedimentos e progressão de personagens, foram simplificados ou removidos completamente em Shadow Warrior 3, para que os jogadores pudessem se concentrar na ação e não precisassem se preocupar com sua eficiência de combate.
A equipe se inspirou nas culturas japonesa e chinesa ao criar o universo do jogo. O humor do jogo também se tornou mais maduro, com a equipe dizendo que queria "modernizar" Lo Wang como um personagem de videogame, dando a ele mais história de fundo.

## Lançamento
A Devolver Digital anunciou oficialmente Shadow Warrior 3 em 6 de julho de 2020. O jogo foi lançado para PlayStation 4, Windows e Xbox One em 1º de 2022. Mais tarde, foi lançado para PlayStation 5 e Xbox Series X/S em 16 de fevereiro de 2023, junto com uma edição definitiva do jogo apresentando um novo modo de dificuldade, modo de desempenho de 60 FPS e modos visuais 4K.

## Recepção
Shadow Warrior 3 recebeu críticas "mistas ou médias" dos críticos, de acordo com o site agregador de críticas Metacritic.
A IGN disse que o jogo era bom de jogar e escreveu a favor de seu curto tempo de execução, mas observou que era "completamente normal na execução, sendo tão direto quanto um FPS pode ser". A Hardcore Gamer analisou o título favoravelmente, escrevendo: "Pode não estar reinventando a roda de forma drástica, mas o excesso garantido de Shadow Warrior 3 e o fluxo adoravelmente caótico são aqueles em que você se perderá facilmente e talvez nunca queira sair". A PC Gamer, por outro lado, foi mais mista, criticando o diálogo de Lo Wang e escrevendo: " Shadow Warrior 3 é melhor experimentado com o volume do diálogo definido como zero e as legendas desligadas. Não é malicioso, é de mau gosto, é constrangedor, porque espera que você seja o tipo de pessoa que iria gostar". Shacknews elogiou a mecânica de movimento, os inimigos, as armas e o desempenho técnico do título, enquanto criticava fortemente a apresentação ruim, a narrativa, o design da campanha, o efeito de aberração cromática e a falta de suporte cooperativo e HDR.
A Game Informer gostou de como o jogo não se levou muito a sério, mas criticou a falta de variedade, dizendo que "depende muito dos mesmos grunhidos, que representam pouca ameaça e acabam roubando a emoção de quase todas as batalhas". Enquanto Rock Paper Shotgun gostou da mecânica de finalização, eles não gostaram das falas de Lo Wang, dizendo que eram "excessivamente arrogantes" e "sem graça".